# Rolling Stone (Brésil)
Pour les articles homonymes, voir Rolling Stones (homonymie).
Rolling Stone Brasil est un portail d'information brésilien actuel et un ancien magazine publié dans le même pays entre 2006 et 2018 par la maison d'édition Spring Comunicação (pt). C'est l'une des nombreuses versions internationales du magazine Rolling Stone, publié aux États-Unis depuis 1967.
En mai 2018, la fin de la publication mensuelle de Rolling Stone Brésil a été annoncée, ne conservant que les éditions spéciales imprimées.